# Ponte Girevole
A Ponte Girevole vagy tarantói forgóhíd, Taranto óvárosát (Città Vecchia) és új városrészét (Città Nuova) köti össze. A hidat, mely a mintegy 400 m hosszú és 73 m széles, Mar Piccolót a Mar Grandéval összekötő csatorna felett épült 1887. május 22-én avatta fel Ferdinando Acton olasz admirális.
A 90 m hosszú és 9 m széles hidat Giuseppe Messina olasz mérnök tervei alapján építették meg acélból és fából. A híd két részből áll, melyeket vízszintes irányban hidraulikus turbinák forgattak el. 1957-1958-ban felújították és ekkor korszerűsítették turbináit is elektromos meghajtásra. A hadikikötő kiköltöztetése után a Mar Piccoloból a hidat ritkábban nyitják ki, mely egy kb. háromperces folyamat.
A Ponte Girevole Taranto városának leghíresebb építménye és jelképe is egyben.